# Kanton Montsûrs
Kanton Montsûrs (fr. Canton de Montsûrs) je francouzský kanton v departementu Mayenne v regionu Pays de la Loire. Tvoří ho devět obcí.

## Obce kantonu
- Brée
- La Chapelle-Rainsouin
- Deux-Évailles
- Gesnes
- Montourtier
- Montsûrs
- Saint-Céneré
- Saint-Ouën-des-Vallons
- Soulgé-sur-Ouette